# Manuel Cacho Quesada
Manuel Cacho Quesada (Jaén, 1 de noviembre de 1951) es un diplomático español. Su último cargo fue embajador de España en Cuba.

## Biografía
Licenciado en Derecho, ingresó en 1977 en la carrera diplomática. Ha estado destinado en las representaciones diplomáticas españolas en Zaire, Filipinas, Chile y Reino Unido. 
Ha sido director de Asuntos Generales y subdirector general de la Oficina de Información Diplomática. 
En 1995 fue nombrado cónsul general de España en Jerusalén y, posteriormente, embajador de España en la República Federal de Nigeria y embajador de España en la República Árabe Siria. De 2005 a 2008, fue director general de Comunicación Exterior del Ministerio de Asuntos Exteriores. El 17 de octubre de 2008, el Consejo de Ministros lo designó embajador en Cuba.